# Гадзинка
Га́дзинка — село в Україні, у Глибочицькій сільській територіальній громаді Житомирського району Житомирської області. Чисельність населення становить 625 осіб (2001). У 1925—59 роках — адміністративний центр колишньої однойменної сільської ради.

## Населення
За довідником 1885 року в поселенні мешкало 359 осіб, налічувалося 49 дворових господарств.
Відповідно до результатів перепису населення Російської імперії 1897 року, загальна кількість мешканців становила 548 осіб, з них православних — 528, чоловіків — 265, жінок — 283.
У 1906 році в поселенні налічувався 671 мешканець, дворів — 112, у 1923 році — 813 жителів, дворів — 156.
Відповідно до результатів перепису населення СРСР, кількість населення станом на 12 січня 1989 року становила 719 осіб. Станом на 5 грудня 2001 року, відповідно до перепису населення України, кількість мешканців села становила 625 осіб.

### Мова
Розподіл населення за рідною мовою за даними перепису 2001 року:
| Мова       | Кількість | Відсоток |
| ---------- | --------- | -------- |
| українська | 611       | 97.76 %  |
| російська  | 13        | 2.08 %   |
| вірменська | 1         | 0.16 %   |
| Усього     | 625       | 100 %    |

## Історія
Згадується як село Газинка в акті від 15 травня 1605 року з приводу вбивства поміщицьким сином Філоном Вороничем місцевого селянина Остапа Вороб'я. За люстрацією 1615 року, село належало до Житомирського староства, селяни відробляли на фільварку влітку 2 дні, а взимку 1 день на тиждень, крім грошового чиншу інших податків не сплачували. Також згадується у люстрації Київського воєводства 1754 року як село Газинка, що належало до Житомирського староства, разом з Вацковом налічувало 30 дворів.
За довідником 1885 року — Газинка, колишнє державне сільце Левківської волості Житомирського повіту Волинської губернії. Були школа, заїзд.
Наприкінці 19 століття — Газинка (також Газинці), село Левківської волості Житомирського повіту Волинської губернії. Лежало на річці Синка, за 11 (14) верст від Житомира, на тракті з Житомира до Радомисля. Поштова станція — Житомир. Землі 88 десятин. Була філіальна дерев'яна церква, невідомо коли і ким збудована, при церкві дерев'яна дзвіниця, збудована 1878 року. Церкві належало близько 17 десятин землі. Дворів 46, вірян 379 осіб обох статей. Церква приписана до православної парафії у Калинівці, за 3 версти.
У 1906 році — Газинка, село Левківської волості (6-го стану) Житомирського повіту Волинської губернії. Відстань до губернського центру, м. Житомир, становила 14 верст, від волосного центру, містечка Левків — 8 верст. Найближче поштово-телеграфне відділення розміщувалося в Житомирі.
У 1923 році включене до складу новоствореної Вацківської (згодом — Глибочицька) сільської ради, яка 7 березня 1923 року увійшла до складу новоутвореного Левківського району Житомирської (згодом — Волинська) округи. Розміщувалося за 6 верст від районного центру міст. Левків та за 2 версти — від центру сільської ради, с. Вацків. 28 вересня 1925 року в селі створено окрему Гадзинську сільську раду в складі Черняхівського району Волинської округи. 15 вересня 1930 року, в складі сільської ради, включене до приміської смуги Житомирської міської ради Української РСР, 14 травня 1935 року — до складу новоутвореного Житомирського району Житомирської області.
5 березня 1959 року, відповідно до рішення Житомирського облвиконкому № 161 «Про ліквідацію та зміну адміністративно-територіального поділу окремих сільських рад області», село підпорядковане Глибочицькій сільській раді Житомирського району. 30 грудня 1962 року, в складі сільської ради, увійшло до Коростишівського району, 4 січня 1965 року повернуте до складу відновленого Житомирського району.
27 березня 2017 року село увійшло до складу новоствореної Глибочицької сільської територіальної громади Житомирського району Житомирської області.